# Czerwony kapitan (film)
Czerwony kapitan (słow. Červený kapitán, czes. Rudý kapitán) – czesko-polsko-słowacki film sensacyjno-kryminalny z 2016 roku w reżyserii Michala Kollára, zrealizowany na podstawie bestsellerowej powieści Dominika Dána pod tym samym tytułem (wydanej w listopadzie 2007).
Fabułę oparto częściowo na faktach, bowiem autor książki będącej podstawą scenariusza filmowego pracował w wydziale kryminalnym bratysławskiej policji i był konsultantem ds. kryminalnych ministra spraw wewnętrznych Słowacji.
Postać Richarda Krauza zagrał Maciej Stuhr, ponieważ reżyser Michal Kollár postanowił obsadzić w głównej roli aktora nieznanego szerszej publiczności słowackiej i czeskiej. Wybór ten zatwierdził autor powieści Dominik Dán. W polskojęzycznej wersji filmu Maciej Stuhr dubbingował samego siebie (w 2017 przyznano mu za to antynagrodę „Węża” w kategorii Efekt specjalnej troski).
W Czechach i na Słowacji premiera filmu miała miejsce 10 marca 2016, a w Polsce – 26 sierpnia 2016.

## Treść
Bratysława, sierpień 1992 roku – niespełna 3 lata po aksamitnej rewolucji i 5 miesięcy przed rozpadem Czechosłowacji. Upadek komunizmu pozostawił wiele nierozwiązanych spraw kryminalnych, których sprawcy nigdy nie ponieśli kary.
Podczas przenoszenia grobów na jednym z bratysławskich cmentarzy dochodzi do niefortunnego zdarzenia: grabarze przypadkowo upuszczają trumnę, z której wypadają szczątki nieboszczyka. Uwagę mężczyzn zwraca czaszka denata, gdyż tkwi w niej gwóźdź, zgłaszają więc sprawę na policję. Śledztwo zostaje przydzielone porucznikowi Richardowi Krauzowi – młodemu i ambitnemu detektywowi z Wydziału Zabójstw bratysławskiej policji. Pierwsze niejasności pojawiają się już na etapie ustalania tożsamości nieboszczyka. Informacja w księgach parafialnych, że w grobie leży Karol Klokner, dziwnie zderza się z faktem, że były kościelny został pochowany 17 maja 1985 roku, czyli dokładnie tego samego dnia, gdy zmarł.
Wszystkie tropy prowadzą do Vlastimila Miloučkiego, zwanego „Czerwonym Kapitanem” – otoczonego ponurą sławą specjalisty od „ostatecznych” przesłuchań z czasów minionej władzy, z którym spotkanie przeżyło niewielu. Wraz z postępem śledztwa wychodzi na jaw coraz więcej mrocznych faktów z przeszłości.
Usiłując za wszelką cenę rozwikłać zagadkę śmierci kościelnego, Krauz wplątuje się w niebezpieczną grę, w której tropy prowadzą do byłych agentów tajnych służb i do skorumpowanych hierarchów Kościoła katolickiego. Im bliżej rozwiązania sprawy, tym trudniej ocenić, kto jest ofiarą, a kto katem. Niezrażony policjant kontynuując śledztwo, zamiast uzyskania odpowiedzi doprowadza jednak do tragedii – śmierci kolejnej niewinnej ofiary minionego reżimu.

## Obsada
| Postać                                  | Aktor            | Polski dubbing     |
| --------------------------------------- | ---------------- | ------------------ |
| porucznik Richard Krauz                 | Maciej Stuhr     | Maciej Stuhr       |
| Vlastimil Miloučký / „Czerwony kapitan” | Oldřich Kaiser   | Tomasz Dedek       |
| Ivan Canis                              | Martin Finger    | Dariusz Toczek     |
| major Raninec                           | Michal Suchánek  | Andrzej Chudy      |
| kapitan Eduard „Edo” Burger             | Marián Geišberg  | Andrzej Blumenfeld |
| Marika Kovačičová vel Malachowska       | Zuzana Kronerová | Barbara Zielińska  |
| ksiądz Janetka                          | Ladislav Chudík  | Stanisław Brudny   |
| brat „Czerwonego Kapitana”              | Martin Pechlát   | Michał Konarski    |
| Sylvia Krauzová                         | Helena Krajčiová | Olga Sarzyńska     |
| Laura Krauzová                          | Timka Csiztová   | Emilia Konarska    |
| esbek Stříbro                           | Michal Ďuriš     | Tomasz Mędrzak     |
| biskup Jastrab                          | Jan Vlasák       | Wojciech Duryasz   |
| esbek Volak                             | Mário Kubec      | brak danych        |
| Edo Stojka alias Kyblík                 | Ondřej Malý      | brak danych        |
| nadporucznik Oto Hanzel                 | Peter Barták     | brak danych        |
| kapitan Mayor                           | Attila Mokoš     | Jacek Jarzyna      |
| porucznik Paco „Kuky” Kukučka           | Martin Sitta     | brak danych        |
| patolog dr Lengyel                      | Peter Šimun      | brak danych        |
| kierownik cmentarza                     | Boris Hybner     | brak danych        |

Źródło: 

## Plenery filmowe
Kręcenie zdjęć do filmu rozpoczęto 24 czerwca 2014 w Ołomuńcu. Nakręcono je w trzech państwach:
- Czechach: Praga (Studio Filmowe Barrandov), Brno, Ołomuniec i okolice, Šumperk, Żermanice, Cieplice (główny dworzec kolejowy), Beroun (stacja kolejowa), autostrada D8 w pobliżu Lovosic;
- Polsce: Kraków;
- Słowacji: Bratysława (ulica Špitálska, Most SNP, basen Delfín).